# Cobitis punctilineata
Espèce
Statut de conservation UICN

 VU D2 : Vulnérable
Cobitis punctilineata est un petit poisson de la famille des Cobitidae qui vit uniquement en Grèce.

## Statut IUCN
Il est considéré comme une espèce menacée en raison de la dégradation de son habitat.